# 木村充
木村 充（きむら みつる 1939年（昭和14年）4月3日 - 1998年（平成10年）5月1日）は、日本の栃木県芳賀郡益子町の「益子焼」の陶芸家である。
益子焼の陶芸家である木村一郎の長女である滋子と結婚し、木村家に婿養子として入り、義父である木村一郎に師事し、木村一郎の逝去後に「木村窯」を2代目として引き継いだ。

## 生涯
1939年（昭和14年昭和14年）4月3日、栃木県塩谷郡藤原町（現・日光市）に生まれる。
栃木県立今市高等学校を卒業後、鬼怒川温泉の元湯共同組合の専務を務めていたが、その一方でちゃんちゃんこを着て鬼怒川温泉街をふらついており「鬼怒川温泉の風来坊」と渾名されていた。
そんな時に、益子焼の陶芸家である木村一郎の長女・滋子との縁談が持ち込まれた。
婿に行って苦労するのは嫌だし、第一「焼き物に全く興味が無かった」ので即断った。ところがあちらこちらから滋子との縁談が持ち込まれてきた。そしてとうとう充から「結婚してから2、3年の間、遊んでもいいか？」と問い合わせて「それでもいい」という承諾を得られたため、木村家への婿入りを決断。1968年（昭和43年）に滋子と結婚。こうして充は「木村窯」の2代目への道へ足を踏み入れた。
そして「遊ぶ」と口にはしていたが、婿としての立場を考えたのか、少しずつ義父・一郎の作陶の手伝いをするようになっていき、必然的に木村一郎の弟子となった。
29歳からの「焼き物」の手習いだったので、一歩一歩歩んでいった。「焼き物」について何も知らなかったので焦ってもいた。しかし義父・一郎は「頭でっかちになるぞ」と、陶芸の知識を頭に詰め込もうとする婿をたしなめた。
やがて充の作品が窯で焼かれ始めたが、今度は義父から「教え」や「助言」と言う名の注文が散々飛ぶようになってきた。しかし義父から助言を貰うも、技術が追いつかず、義父の意見に反発することもあった。
天才肌の陶芸家であった義父・一郎から見ると、婿の拙さが歯痒くて仕方なかったのでは、と後に婿・充は述懐した。
ところが1978年（昭和53年）8月21日、「焼き物」のやり方の伝授の途中で義父・一郎が亡くなってしまう。こうしてたった10年間の修行で、否が応でも「木村窯」2代目として、そして陶芸家として自立していかなければならなくなってしまった。
それからは、義父・木村一郎が残した登り窯の気まぐれな炎と対峙しながら失敗を繰り返す日々。作品を一つ一つ轆轤で挽き、登り窯を焼くのは1年に2、3回が限度。しかも温度管理が難しく、そして作品の歩留まりはあまりにも低かった。しかし、そうこうしているうちに「炎の神髄」がわかってくるようになってきて、自分らしい作品が生まれるようになってきた。
やがて「この家にやってきてよかった」と思えるようになってきて、自らの心が少しでも反映された器が作れれば幸せと思うようになり、「まだまだ勉強中することが山ほどある」と数多くの作品を見ながら笑い飛ばせるようになってきた。
茶碗だからと肩肘を張らず、素朴に誠実に自然体のままで「焼き物」を作り、茶を飲むも良し、飯を食べるのも良し、使う人が心豊かに楽しんで貰えるなら、どのように使っても自分は嬉しい、という謙虚な心の持ち主であった。
1998年（平成10年）5月1日、享年59。肝臓ガンのため若くして逝去した。
それまで行われていた展覧会は、弟子の船越弘に引き継がれ、義父・一郎から引き継がれた窯は、充の息子であり、一郎の孫である木村充良に引き継がれた。

## 家族
長男であり木村一郎の孫である、木村一郎の登り窯を受け継ぐ同じく益子焼の陶芸家である木村充良と、同じく長女であり木村一郎の孫となる染色家である木村雅子がいる。

## 弟子
- 木村充良[4]
- 船越弘：天青窯[4][13]